# Охтинская плотина
О́хтинская плоти́на (также плотина Охтинского порохового завода, плотина Коммунаров) — старейшее гидротехническое сооружение Санкт-Петербурга, расположенное на реке Охте в 9 км от устья, в створе улицы Коммуны. Образует затвор и водосброс Охтинского водохранилища. С января 2005 года по май 2016 года движение автотранспорта через плотину было закрыто в связи с её аварийным состоянием.

## История
1715 год — у порохового завода была сооружена первая деревянная плотина для применения водяного движителя в пороховом производстве на строящемся Охтинском заводе. Завод строился по распоряжению Петра I. Уже в середине XVIII века завод стал крупнейшей казенной мануфактурой России. Энергия, получаемая с помощью плотины, использовалась в процессе всего производства.
После взрыва 1803 года плотину отремонтировал Фёдор Иванович Демерцов.
В 1820-е годы комиссия в составе Л. Л. Карбоньера, Д. Ф. Кандибы, В. П. Лебедева и М. Е. Кларка под руководством П. П. Базена перестроила плотину в камне и чугуне; работы проводились как для прочности, так и для украшения близкой к столице территории. На плотине построили часовню.
1864—1868 годы — перестройка плотины под руководством инженера К. Ф. Гусмана. При реконструкции был широко применен бетон. Для того, чтобы избежать обмеления реки, было создано запасное водохранилище путем объединения трех озёр близ Токсово. Перестройка плотины позволила полностью исключить конную тягу.
Во время Великой Отечественной войны плотина пострадала — был разрушен её центральный створ.
В 1965 году плотина была перестроена, укреплена и расширена, так как по ней было проложено продолжение улицы Коммуны. Также на плотине была создана электрическая система управления сбросом воды.
При реконструкции плотины были утрачены решётки с артиллерийскими атрибутами, ажурные чугунные арки; решётки воссоздали в 2013—2017 годах.
Январь 2005 года — запрет движения автотранспорта по плотине из-за её аварийного состояния.
2013—2014 года — идёт ремонт плотины; каменные быки разобраны, вид на плотину и водохранилище закрыт забором.
29 апреля 2016 года — по реконструированной плотине официально открыт проезд. Однако из-за несогласованной схемы движения в июне проезд по плотине был закрыт и снова открыт только в ноябре. Затем проезд снова закрыли. Открыт в июле 2018 года.

## Транспорт
До плотины идёт автобус № 92 от Ладожского вокзала и № 164 из Весёлого Посёлка

## Реконструкция плотины
В 2013—2015 гг. плотина была реконструирована. Были проведены работы по замене всего монолита и подъёмного оборудования плотины. Зеленые насаждения были полностью вырублены и заменены утрамбованной землёй, на которой красуется каменный цветок, выполненный из сложенных по оси каменных жерновов, оставшихся от плотины времён Российской империи. По периметру плотины строители установили забор.

## Галерея

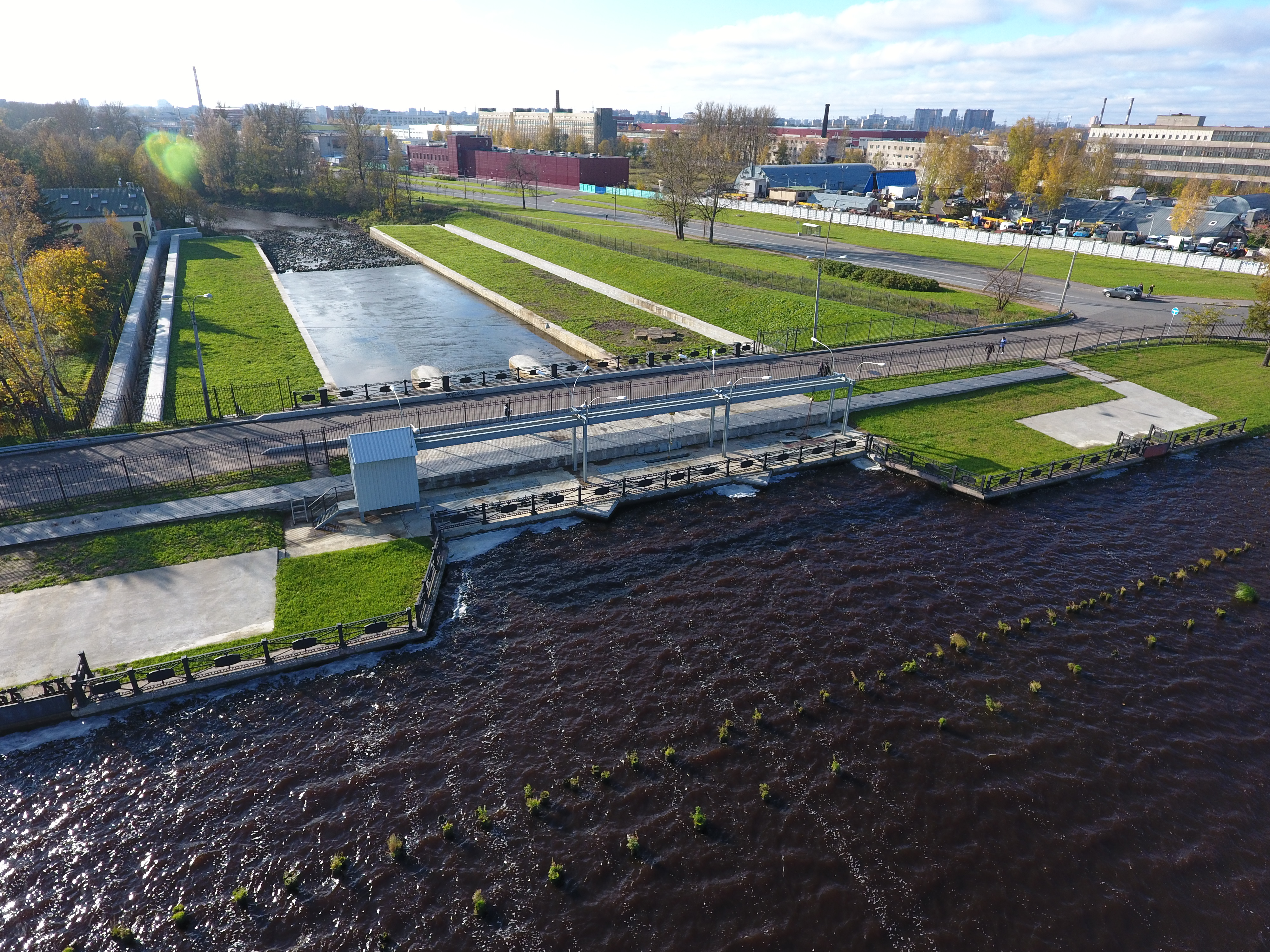
Охтинская плотина (снято квадрокоптером). Октябрь 2016
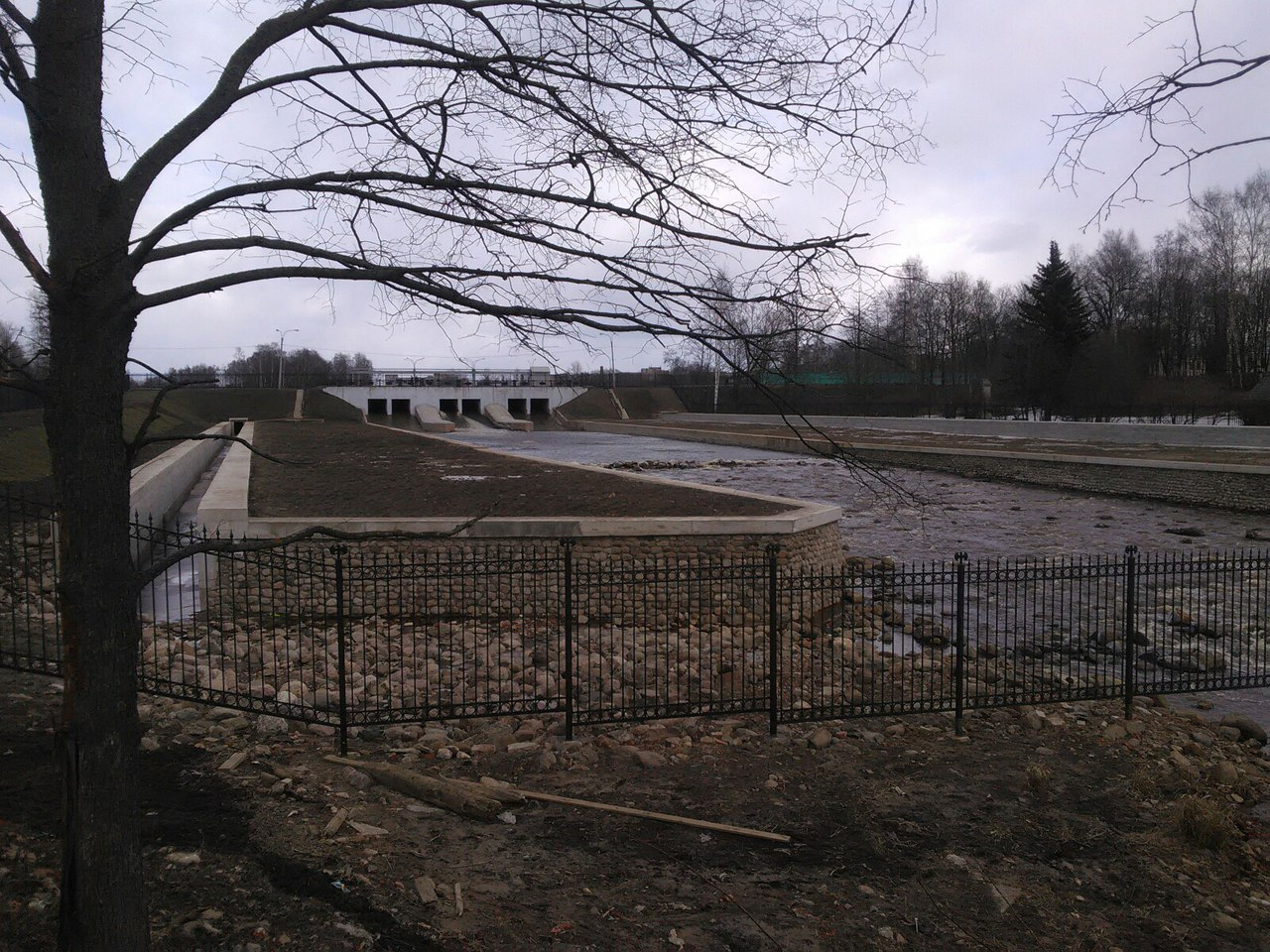
Плотина после реконструкции 2016 г.
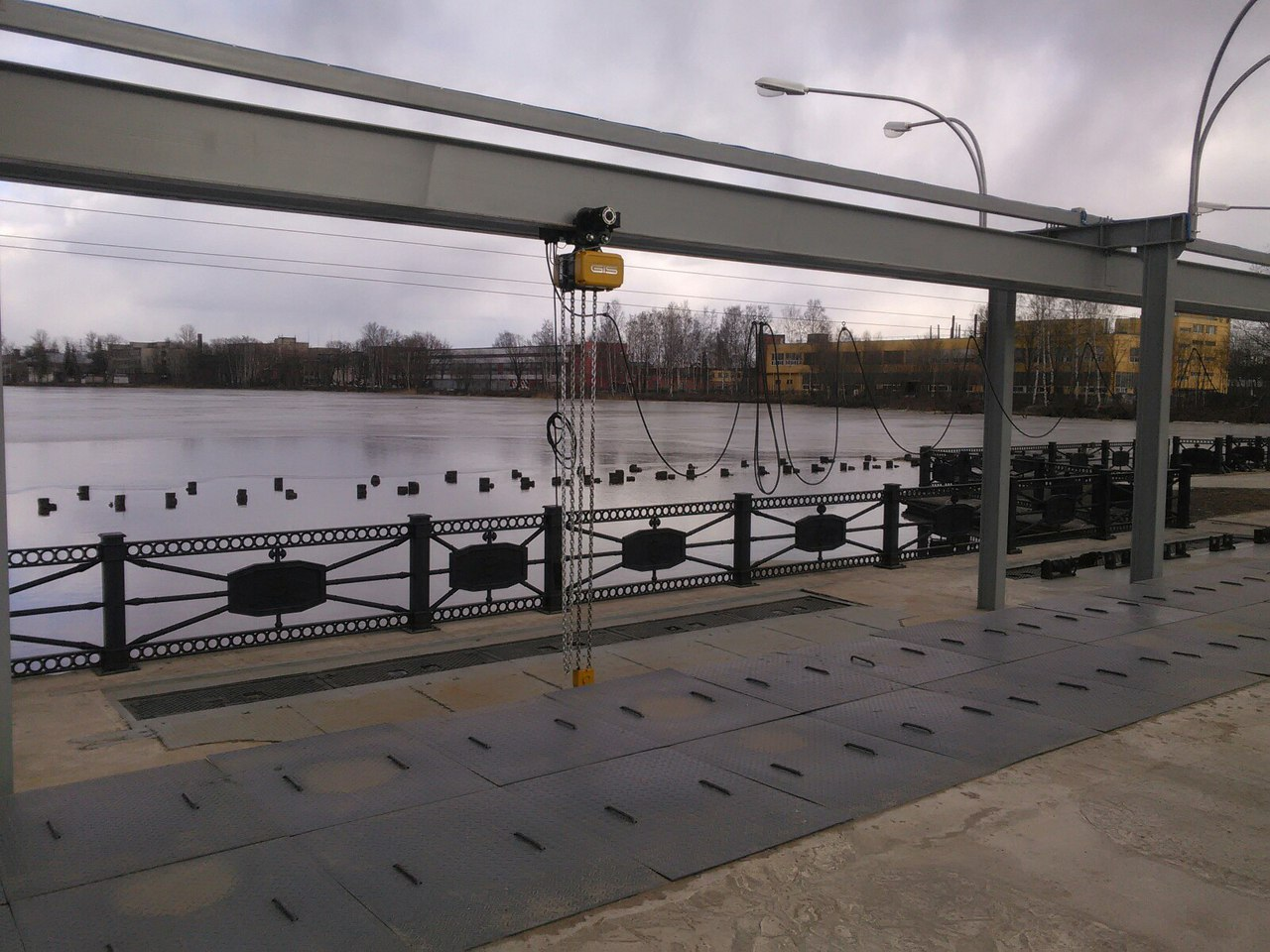
Новое подъёмное оборудование плотины, 2016 г.
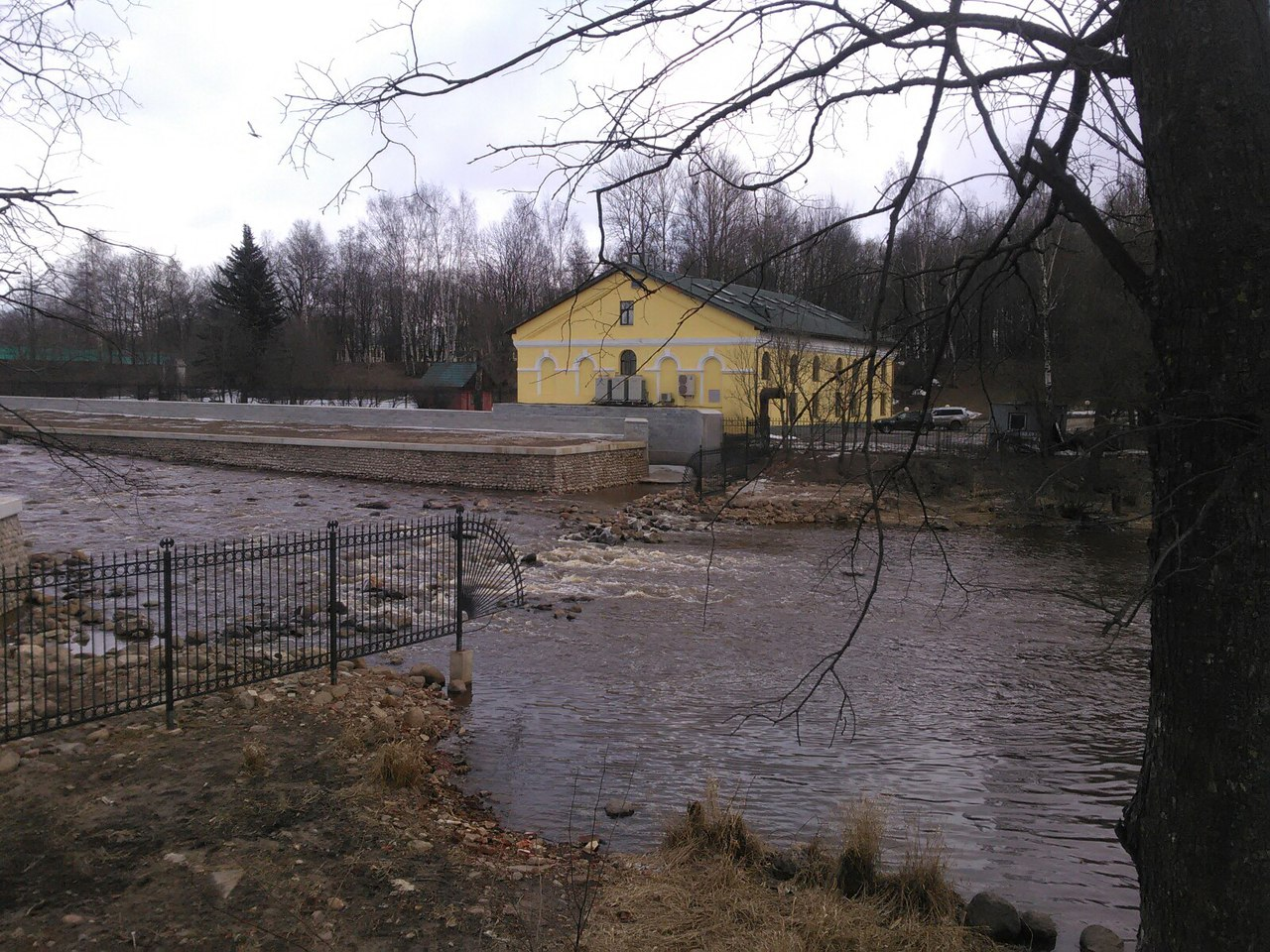
Вододействующая пороховая крутильня Охтинского порохового завода
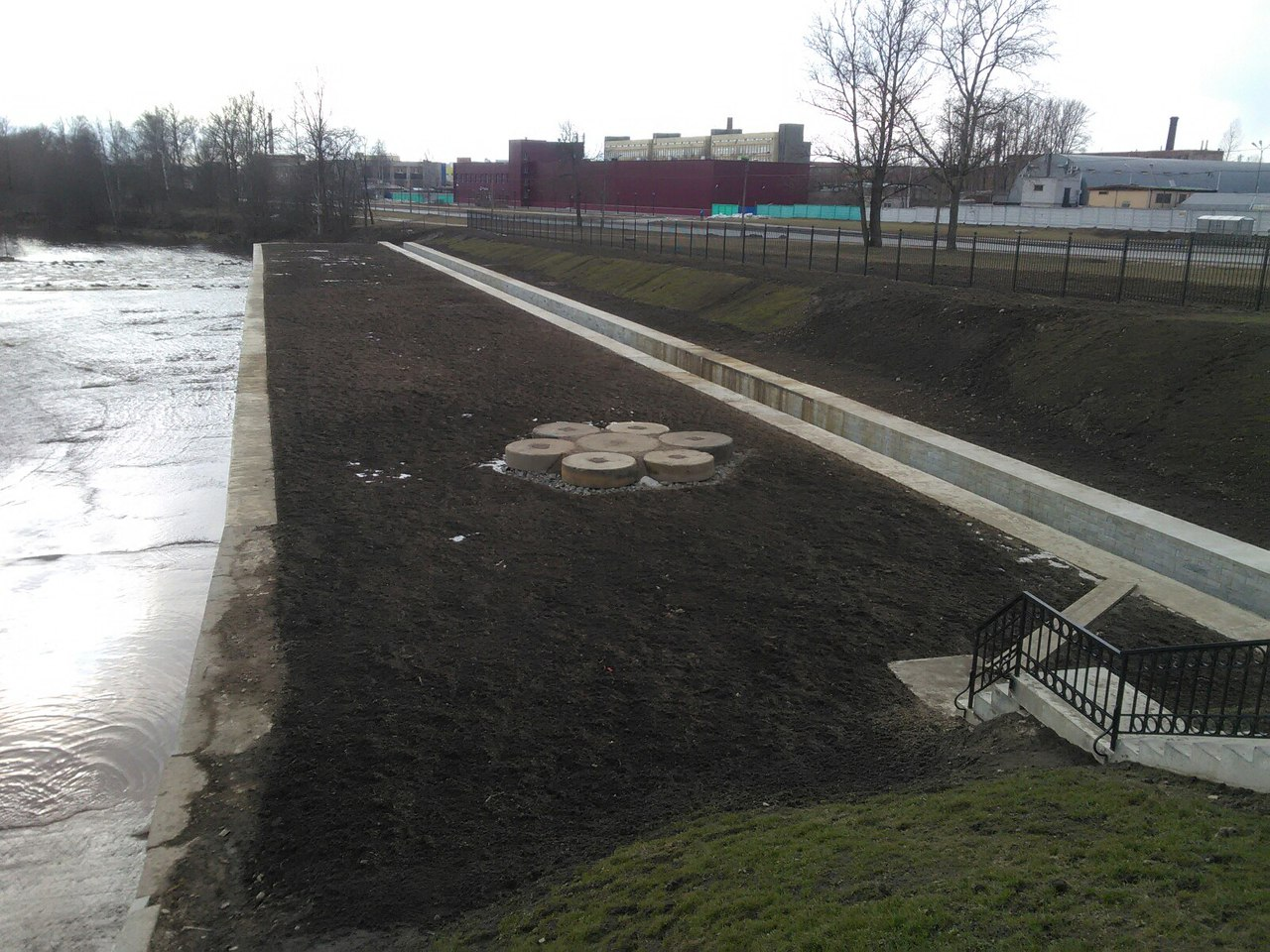
Каменный цветок на месте вырубленных деревьев
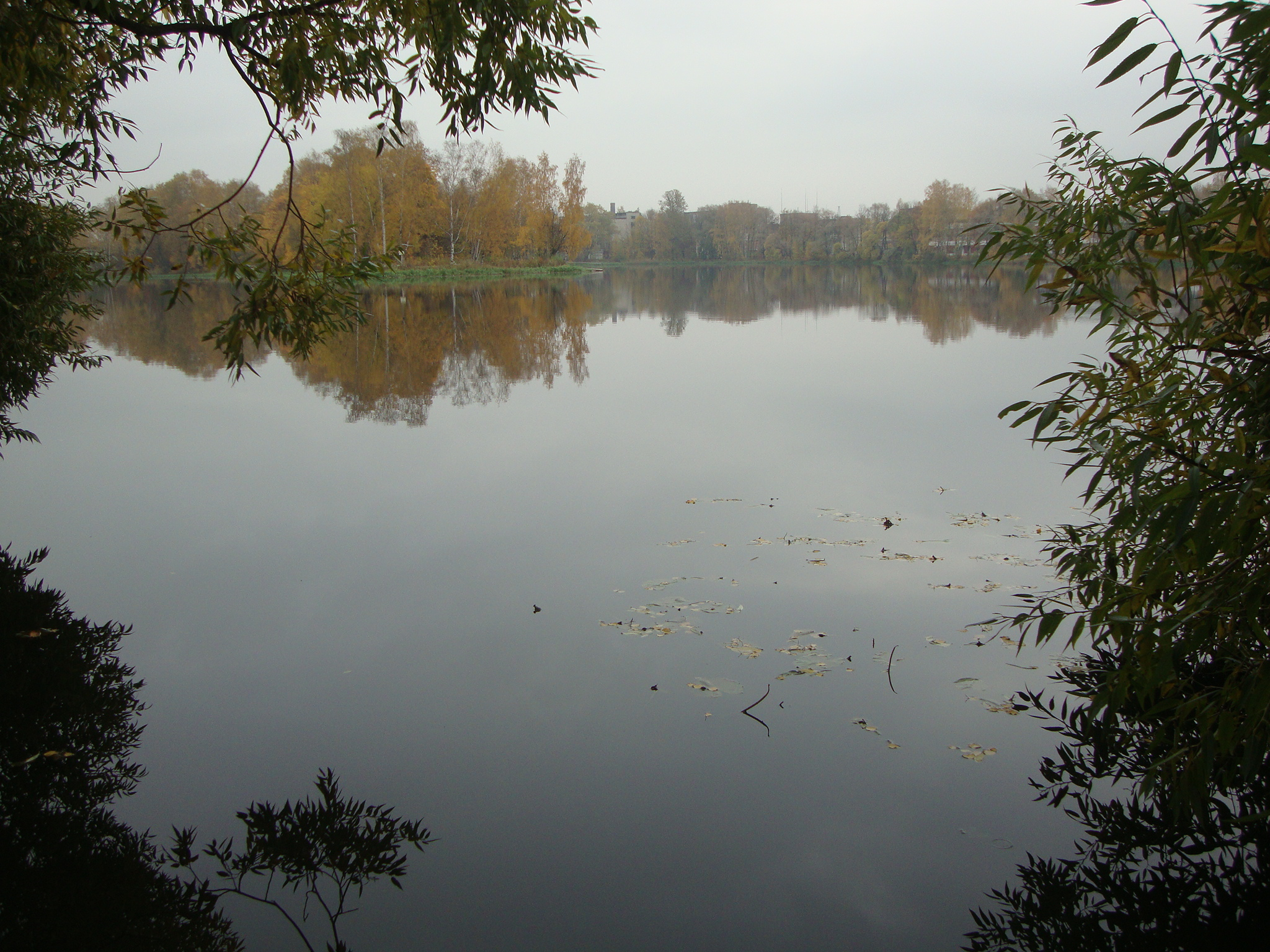
Зеркало Охтинского водохранилища, образованного Охтинской плотиной
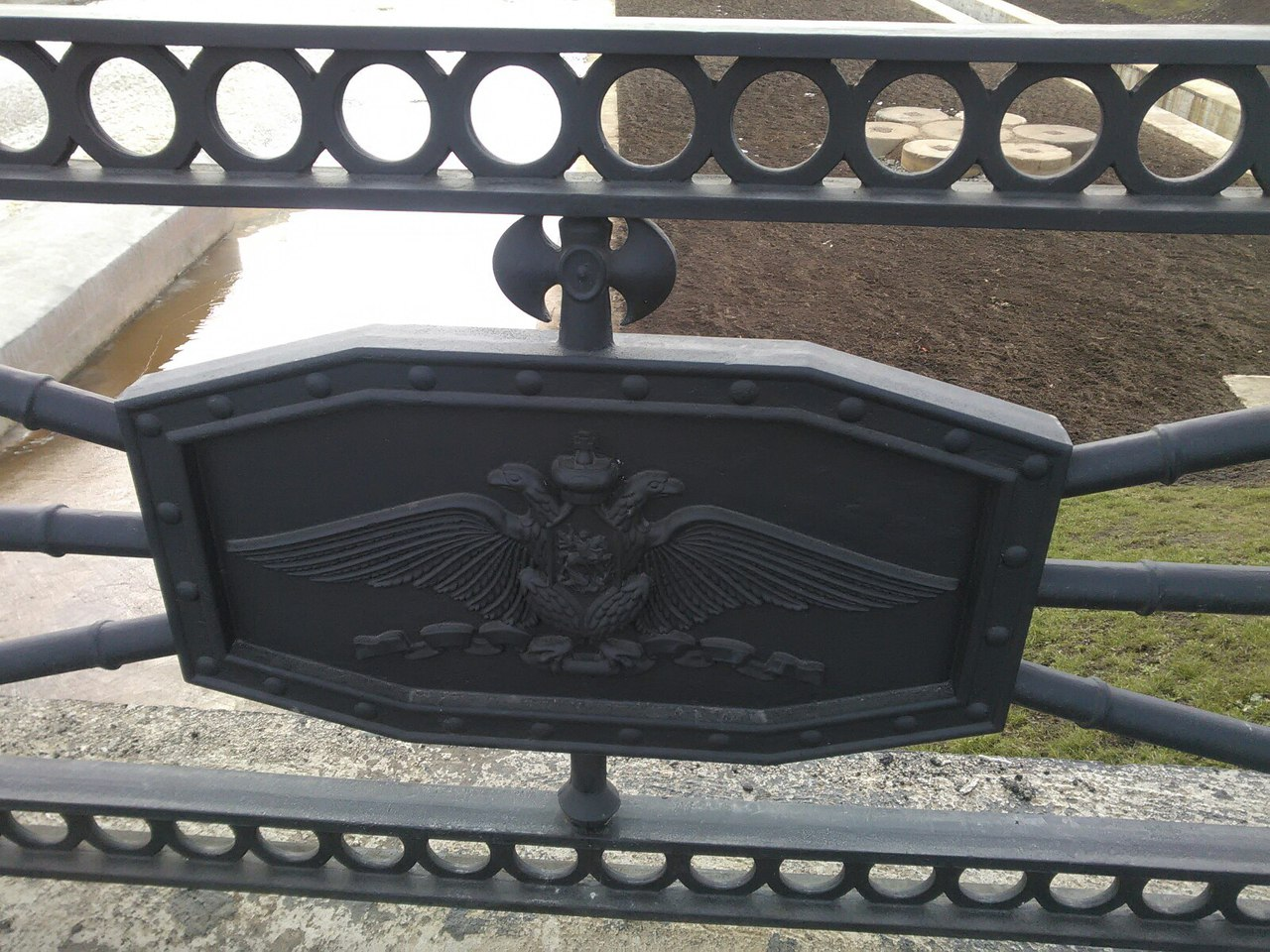
Новое ограждение Охтинской плотины